# Bresciai metró
A bresciai metró az olaszországi Brescia városában található, mindössze egy vonalból álló automata metróhálózat. A vonal 13,7 km hosszúságú, normál nyomtávolságú és összesen 17 állomás található rajta. A metró 2013. március 2-án nyílt meg. Üzemeltetője a Brescia Mobilità S.p.A.

## Járművek
A vonalon 18 db, háromrészes, vezető nélküli AnsaldoBreda metrószerelvény közlekedik.

## Forgalom
2017-ben 17,4 millió, naponta átlagosan 47 667 utas vette igénybe a város metróhálózatát.

## Állomások
| Név                  | Elhelyezkedése |
| -------------------- | -------------- |
| Prealpino            | föld alatti    |
| Casazza              | föld alatti    |
| Mompiano             | föld alatti    |
| Europa               | föld alatti    |
| Ospedale             | föld alatti    |
| Marconi              | föld alatti    |
| San Faustino         | föld alatti    |
| Vittoria             | föld alatti    |
| Stazione F.S.        | föld alatti    |
| Brescia Due          | föld alatti    |
| Lamarmora            | föld alatti    |
| Volta                | föld alatti    |
| Poliambulanza        | felszíni       |
| S. Polo Parco        | felszíni       |
| S. Polo Cimabue      | föld alatti    |
| Sampolino            | magasállomás   |
| S. Eufemia-Buffalora | magasállomás   |

## Képek

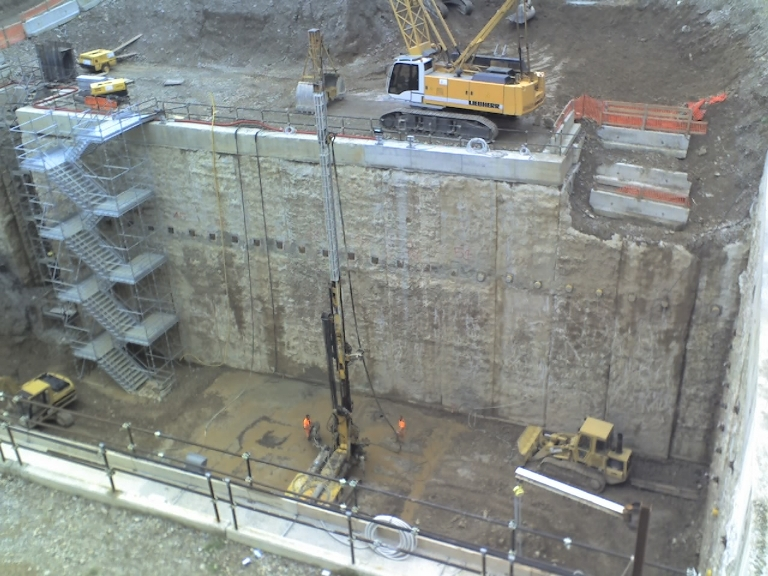
A metró építése
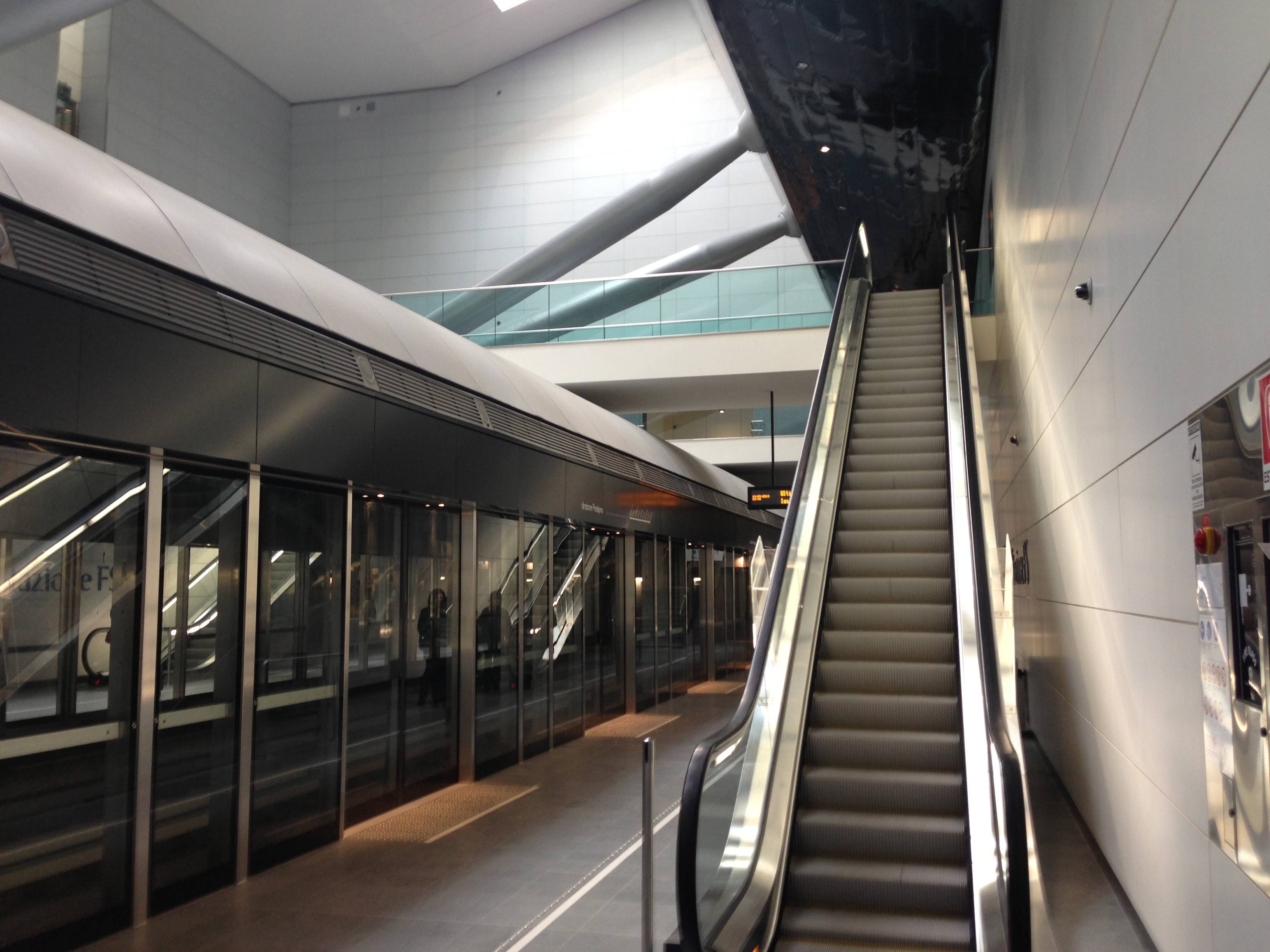
Stazione de FS Metróállomás a Stazione di Brescia vasútállomás alatt
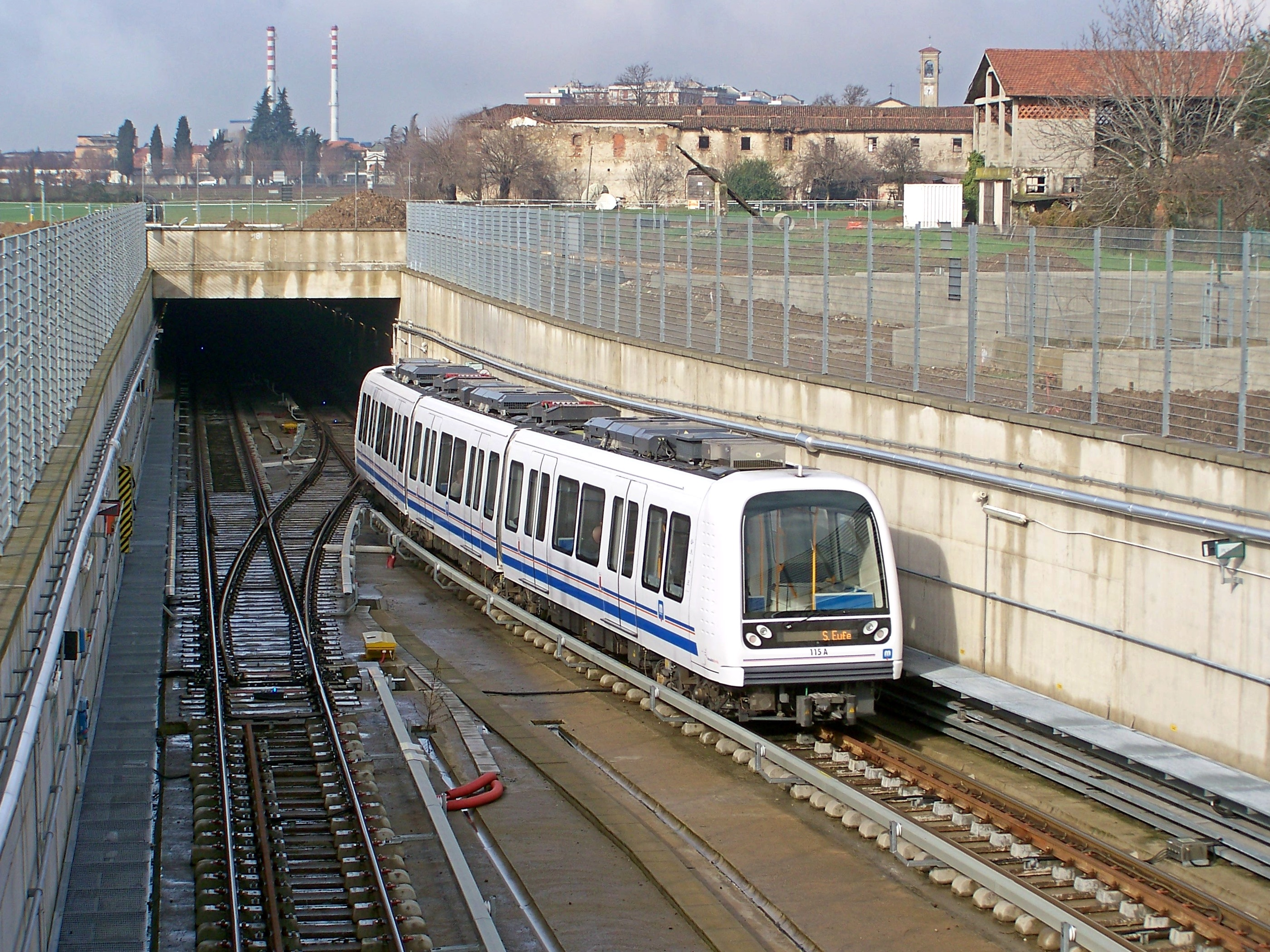
Metrószerelvény
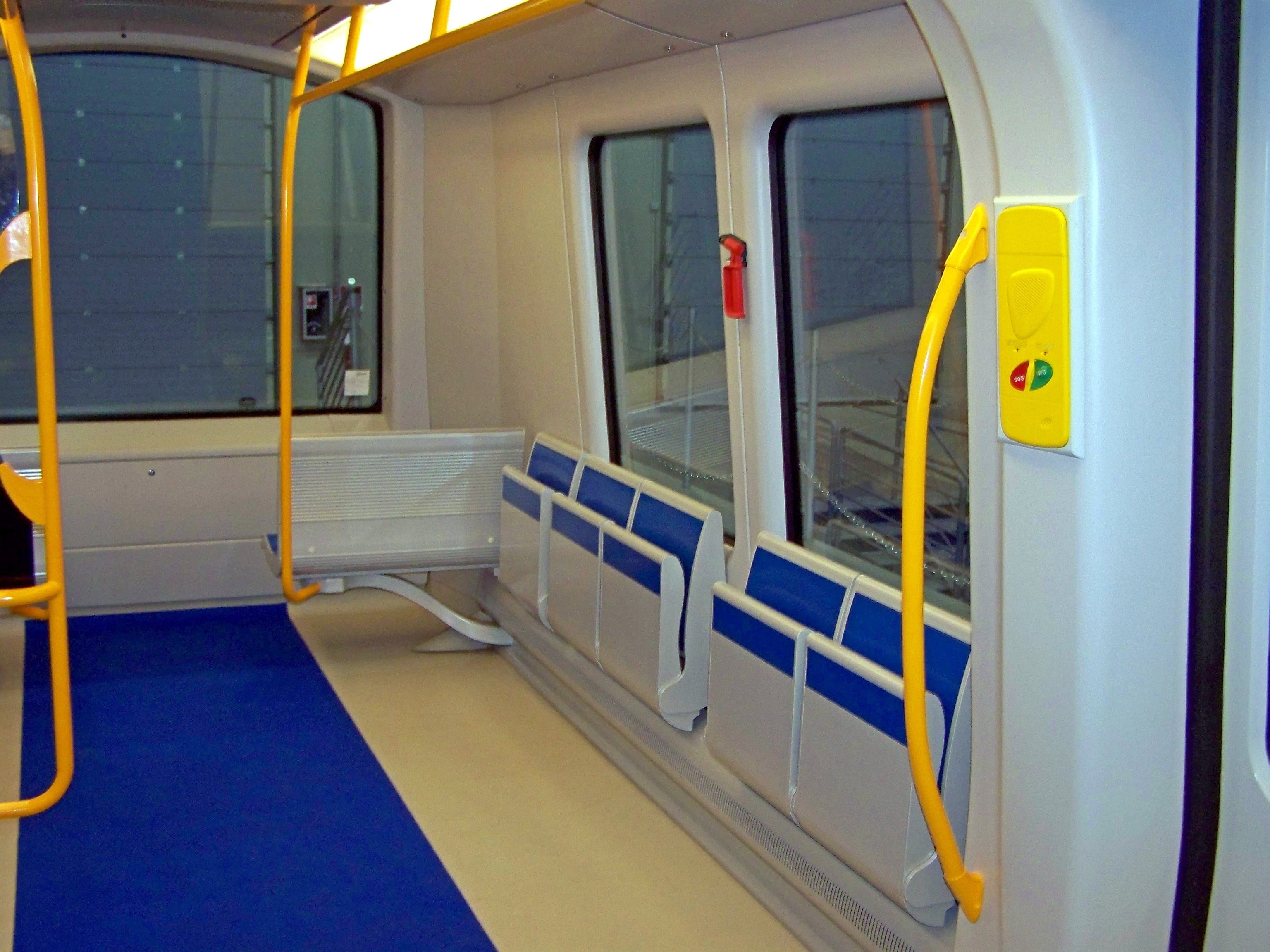
Egy metrókocsi belseje